# Hrubčice
Obec Hrubčice leží asi 8 km jihovýchodním směrem od města Prostějova v okrese Prostějov v Olomouckém kraji. Nachází se na rovině – Hané. Žije zde 856 obyvatel. V Hrubčicích je celkem 301 popisných čísel. Je to obec zaměřující se hlavně na zemědělství. Má nejstarší listinný doklad až z roku 1368. Její součástí je i vesnice Otonovice. Otonovice dostaly název po Otovi/Otonovi, a to děkanu a hraběti Minkwitzovi z Minkwitzburku.

## Obyvatelstvo

### Struktura
Vývoj počtu obyvatel za celou obec i za jeho jednotlivé části uvádí tabulka níže, ve které se zobrazuje i příslušnost jednotlivých částí k obci či následné odtržení.
| Místní části   | Místní části  | 1869 | 1880 | 1890 | 1900 | 1910 | 1921 | 1930 | 1950 | 1961 | 1970 | 1980 | 1991 | 2001 | 2011 |
| -------------- | ------------- | ---- | ---- | ---- | ---- | ---- | ---- | ---- | ---- | ---- | ---- | ---- | ---- | ---- | ---- |
| Počet obyvatel | část Hrubčice | 676  | 707  | 819  | 895  | 979  | 1063 | 1045 | 986  | 1044 | 964  | 950  | 826  | 789  | 727  |
| Počet domů     | část Hrubčice | 112  | 147  | 162  | 169  | 177  | 182  | 208  | 236  | 235  | 242  | 261  | 283  | 280  | 282  |

## Pamětihodnosti
- Hrubčický zámek s parkem – Byl postaven v 16. století. V roce 1700 byl kompletně přestavěn do barokního stylu. Kolem zámku byla zbudována zámecká zahrada. Později byla tato zahrada přebudována na park s cizokrajnými rostlinami. Do dnešní doby se jich však dochovalo jen velmi málo. Kaple svatého Václava se nacházela v prostorách zámku.
- Zvonice na návsi je světská stavba.
- Filiální kostel svatého Urbana za obcí – Byl postaven patrně v 16. století. Později rovněž přebudován do baroka. Kolem něj je hřbitov.
- Socha svatého Jana Nepomuckého
- Socha svatého Floriána

## Fotogalerie

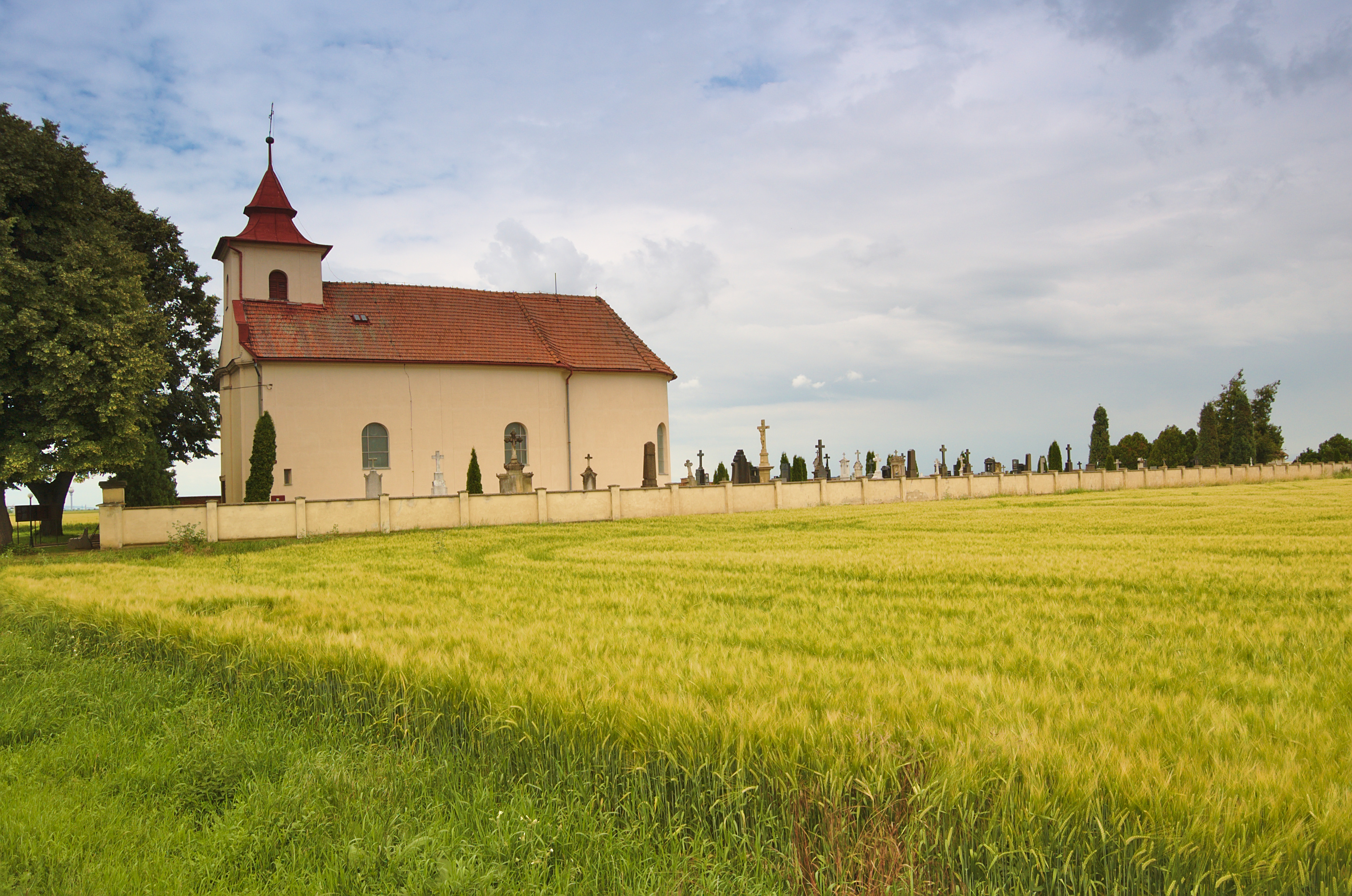
Kostel svatého Urbana
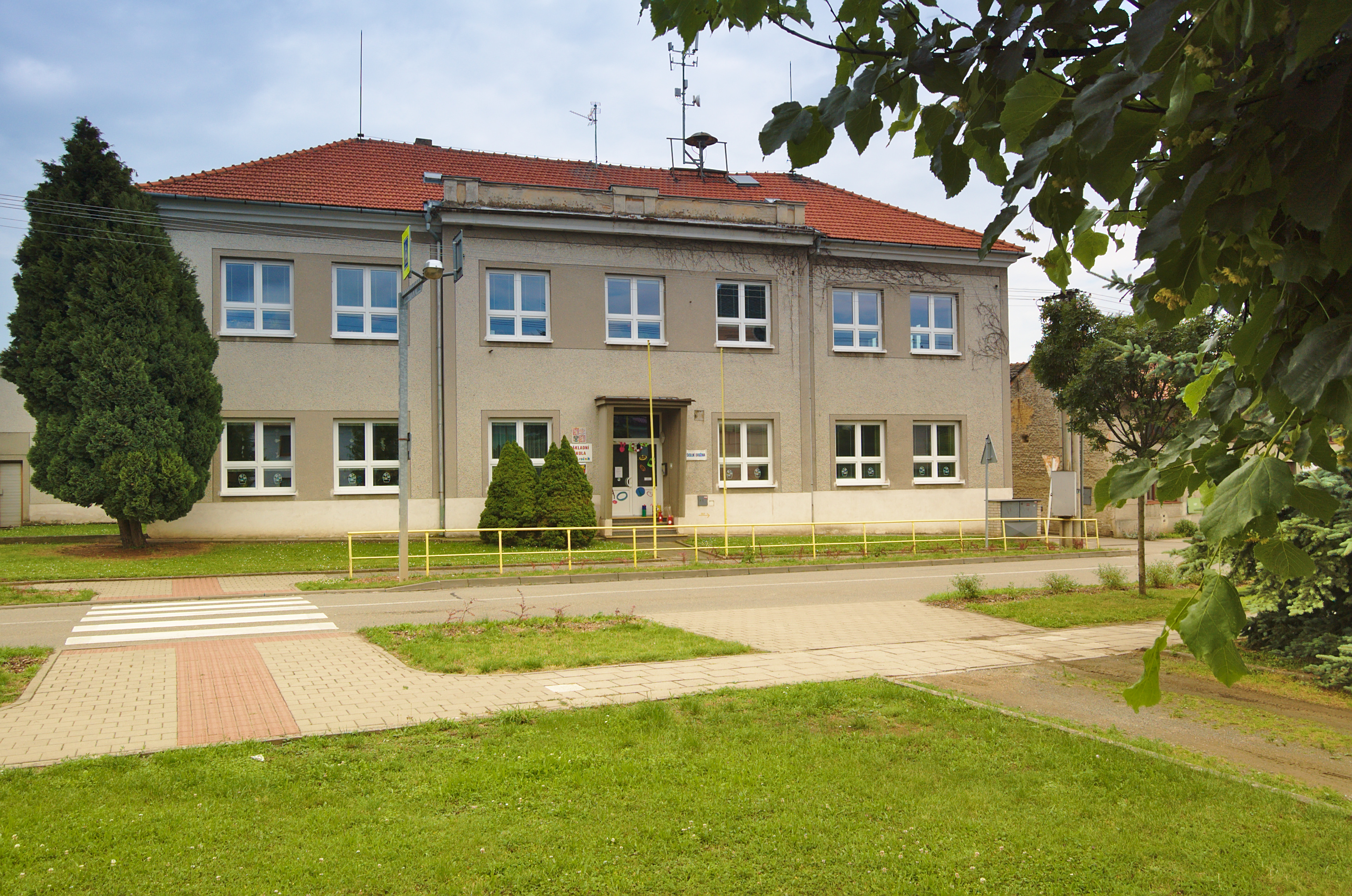
Škola
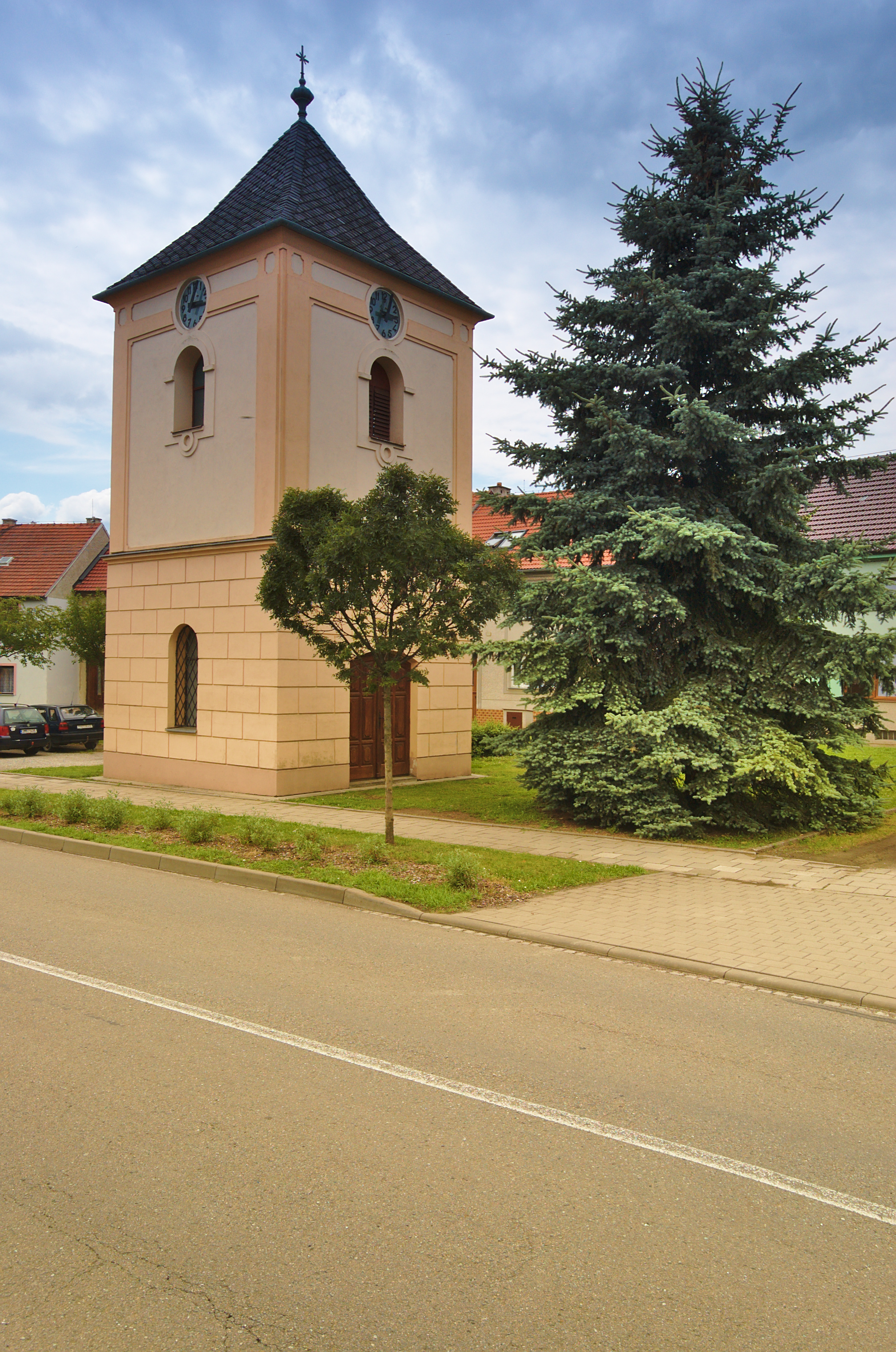
Zvonice na návsi
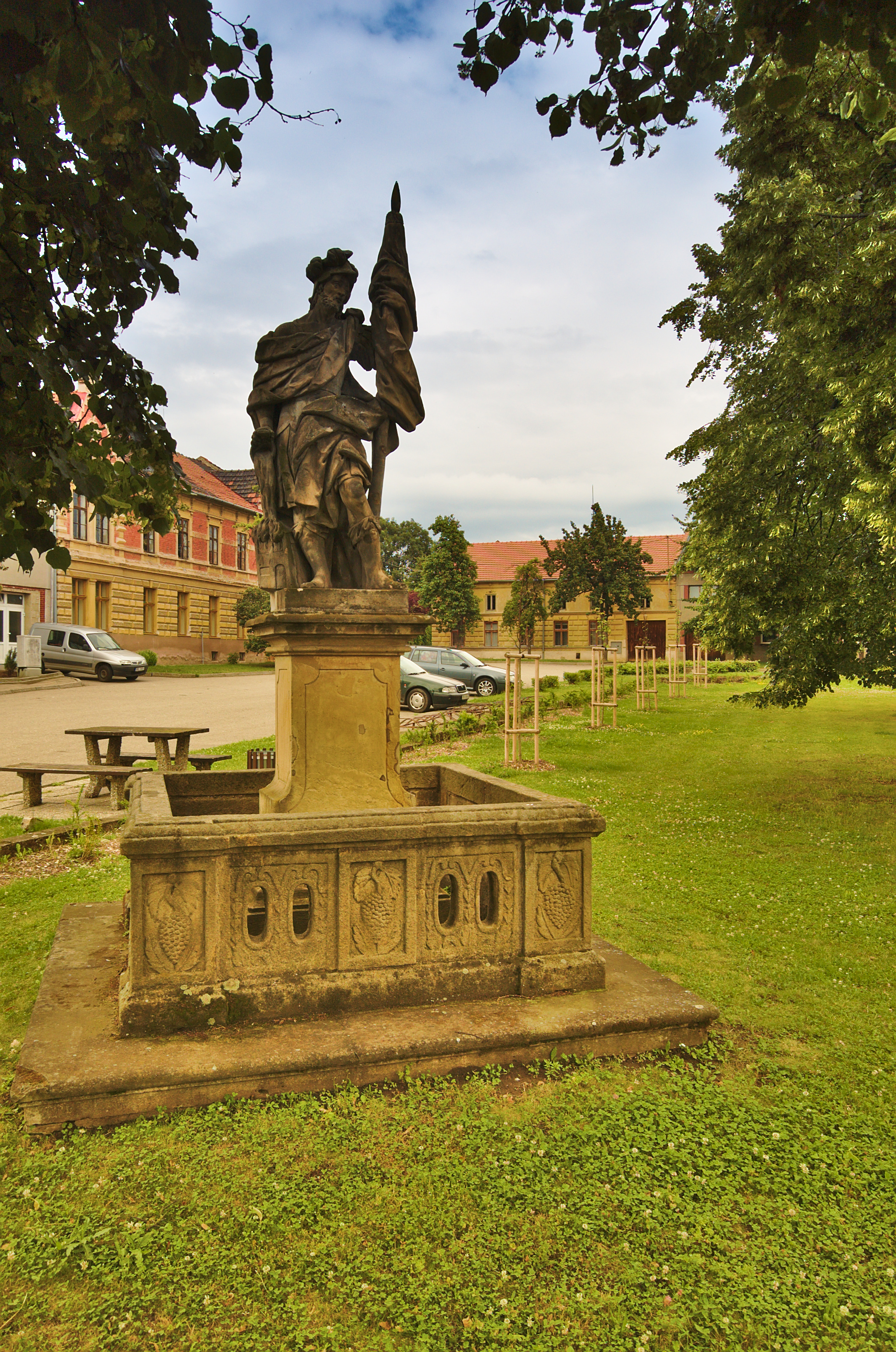
Socha svatého Floriána
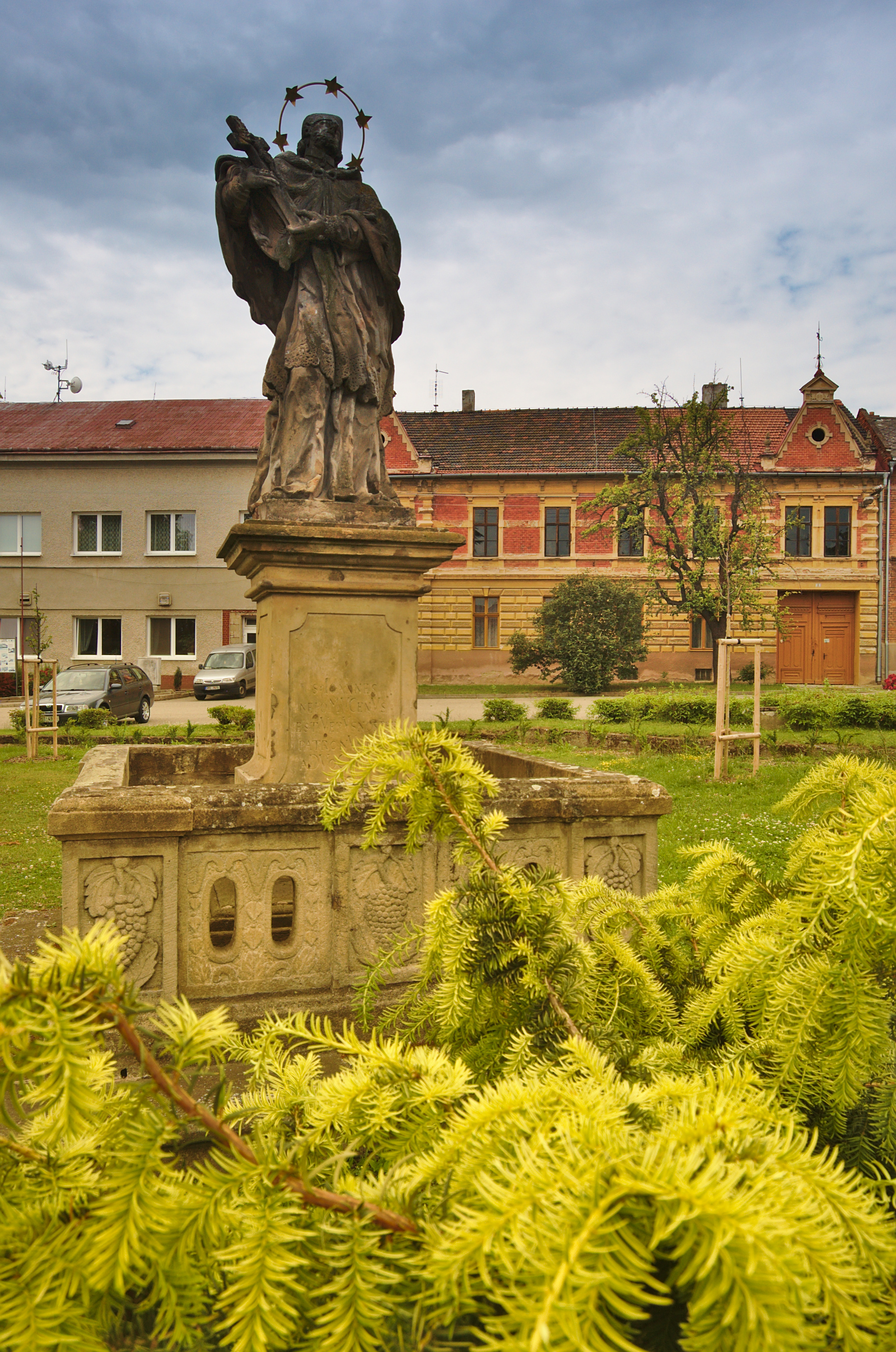
Socha svatého Jana Nepomuckého
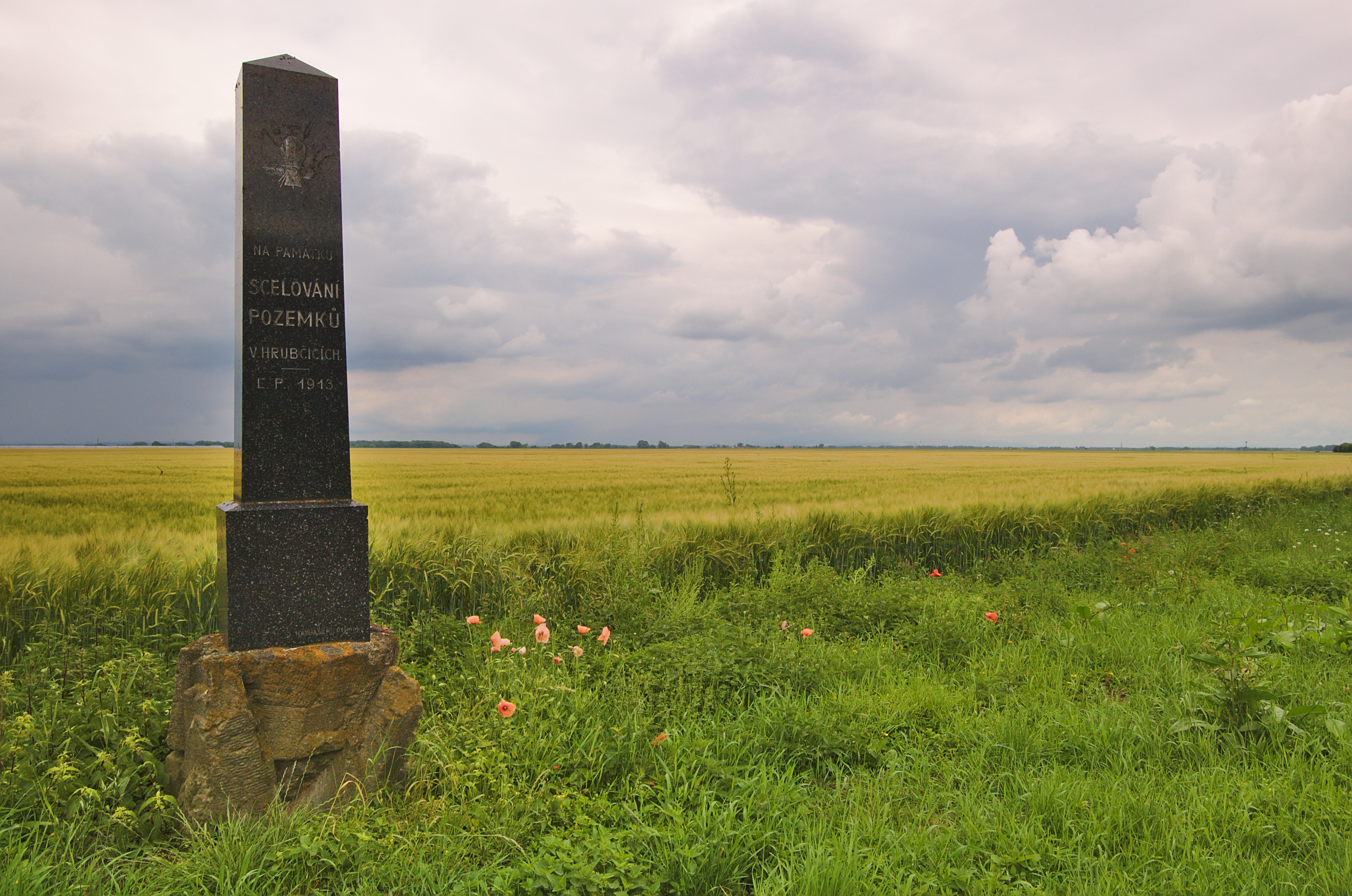
Památník scelování pozemků
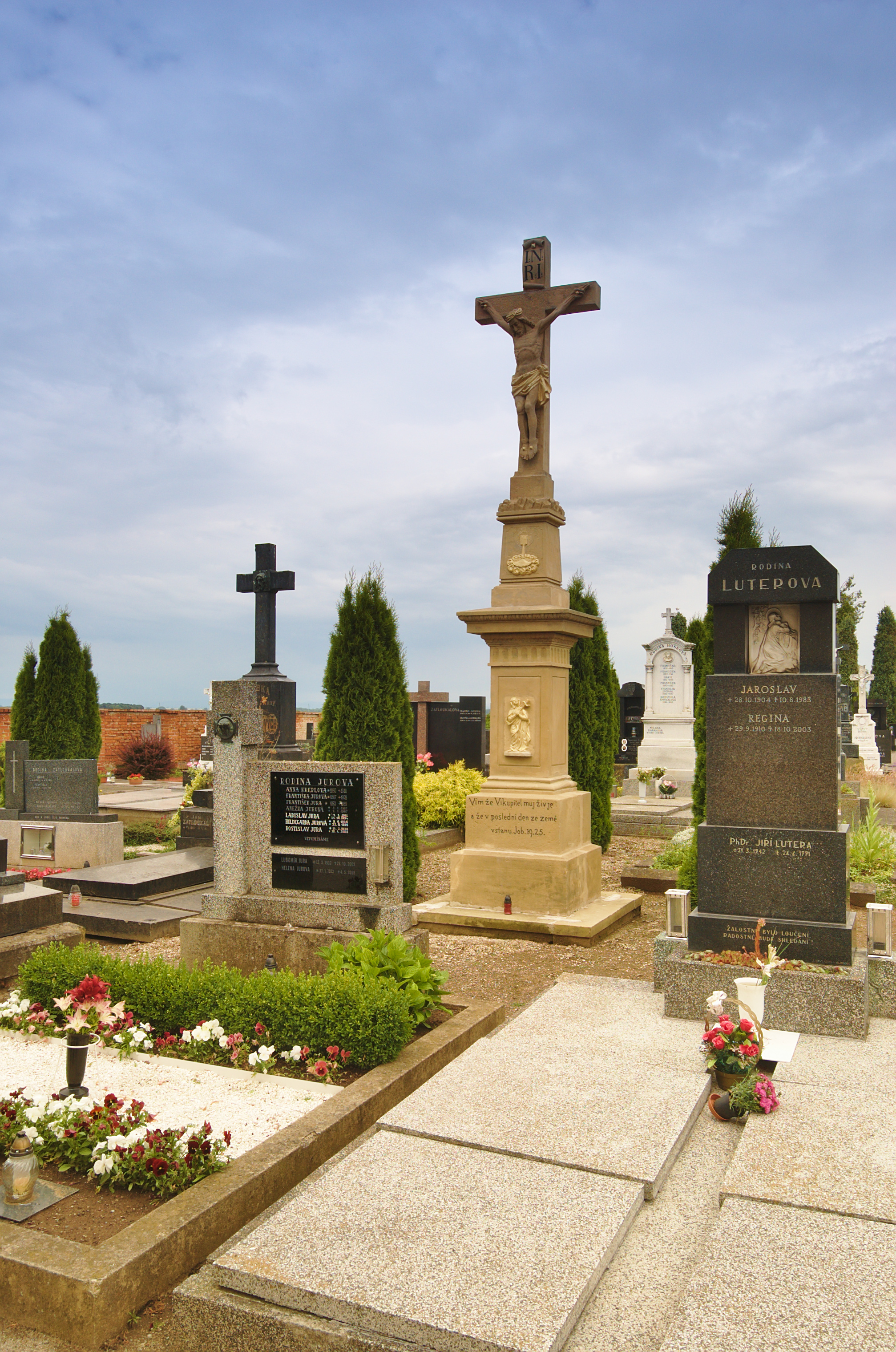
Kříž na hřbitově

## Osobnosti
- Přemysl Coufal (1932–1981), tajně vysvěcený kněz a údajně tajný benediktinský opat působící v rámci skryté církve
- Josef Hoch (1845–1895), politik, poslanec Říšské rady